# Vassgöl (Hjorteds socken, Småland, 638470-153033)
Vassgöl är en sjö i Västerviks kommun i Småland och ingår i Marströmmens huvudavrinningsområde.